# 橋本力 (野球)
橋本 力（はしもと ちから、1933年〈昭和8年〉10月20日 - 2017年〈平成29年〉10月11日）は、北海道出身のプロ野球選手、俳優。ポジションは外野手。OKエンターテイメント所属。

## 来歴・人物
1952年（昭和27年）、函館西高校3年生時に第24回選抜高校野球大会へ出場。初戦でこの大会の優勝校となる静岡商業高校に1-0で敗れる。
1952年（昭和27年）、第34回高校野球選手権に出場。準々決勝で成田高校に延長15回の末4-1で敗れた。
1953年（昭和28年）、プロ野球国鉄スワローズへ入団予定だったが、恩人と敬愛する沼澤康一郎から囲い込みを受け、毎日オリオンズへ入団。
1957年（昭和32年）、外野手レギュラーを獲得。この年暮れより、球団は大映ユニオンズと合併して「大毎オリオンズ」となる。
1958年（昭和33年）、大阪タイガースから強打者田宮謙次郎が入団。橋本は外野手としてあぶれた形となる。
1959年（昭和34年）、ケガで二軍落ち。この際に五味康祐原作の小説『一刀斎は背番号6』が、球団の親会社である大映から菅原謙二主演で映画化（監督：木村恵吾）されることとなり、当時二軍にいた橋本はアドバイザー兼選手役で出演。実質的な俳優デビューとなった。
しかし、この『一刀斎は背番号6』で、外野でのダイビングキャッチを演じた際に鎖骨を折ってしまうアクシデントに見舞われ、この年オフに自由契約となり、現役引退。
これを気の毒がった本社の意向もあり、『一刀斎は背番号6』で助監督を務めた中村大十郎が同じ大映の社宅にいたことで「役者にならないか」と誘われ、俳優に転身。本人によるとそのまま撮影所長から大映社長の永田雅一に話が進み、トントン拍子に決まったと語っている。
1960年（昭和35年）1月1日に、「大映ニューフェイス」として正式に入社発表される。同期入社に伊丹十三、村上不二夫がいる。以後、大映京都撮影所の専属俳優となる。役柄は悪役を中心とした端役が多かった。
1966年（昭和41年）、上背の高さを生かして『大魔神』で大魔神のスーツアクターを務める。この年3本製作されたこの「大魔神シリーズ」すべての大魔神役を務める。
1968年（昭和43年）、「大魔神シリーズ」の経験を経て、『妖怪大戦争』の悪役・ダイモンのスーツアクターとして出演。ダイモンを演じている中で、瞬きしないままの充血した橋本の双眼による眼力は一躍有名となった。
1971年（昭和46年）、大映が倒産。勝新太郎の「勝プロダクション」に移籍する。
1972年（昭和47年）、香港映画『ドラゴン怒りの鉄拳』で、ブルース・リーの敵役として共演。以後、数々の映画に出演。
1985年（昭和60年）、永田雅一の死去をきっかけに、俳優を引退する。俳優引退後も「大魔神シリーズ」等のイベントや特別番組にゲストとして顔を出していた。
2017年（平成29年）10月11日に肺癌で死去。83歳没。

## 詳細情報

### 年度別打撃成績
| 年 度     | 球 団     | 試 合 | 打 席 | 打 数 | 得 点 | 安 打 | 二 塁 打 | 三 塁 打 | 本 塁 打 | 塁 打 | 打 点 | 盗 塁 | 盗 塁 死 | 犠 打 | 犠 飛 | 四 球 | 敬 遠 | 死 球 | 三 振 | 併 殺 打 | 打 率 | 出 塁 率 | 長 打 率 | O P S |
| --------- | --------- | ----- | ----- | ----- | ----- | ----- | -------- | -------- | -------- | ----- | ----- | ----- | -------- | ----- | ----- | ----- | ----- | ----- | ----- | -------- | ----- | -------- | -------- | ----- |
| 1953      | 毎日 大毎 | 12    | 14    | 13    | 0     | 1     | 0        | 0        | 0        | 1     | 0     | 1     | 0        | 0     | --    | 1     | --    | 0     | 5     | 0        | .077  | .143     | .077     | .220  |
| 1954      | 毎日 大毎 | 17    | 53    | 49    | 10    | 15    | 3        | 0        | 2        | 24    | 7     | 1     | 3        | 0     | 0     | 4     | --    | 0     | 11    | 0        | .306  | .358     | .490     | .848  |
| 1955      | 毎日 大毎 | 3     | 2     | 2     | 0     | 1     | 0        | 0        | 0        | 1     | 0     | 0     | 0        | 0     | 0     | 0     | 0     | 0     | 0     | 0        | .500  | .500     | .500     | 1.000 |
| 1956      | 毎日 大毎 | 73    | 175   | 157   | 19    | 35    | 0        | 1        | 4        | 49    | 15    | 6     | 2        | 2     | 0     | 16    | 0     | 0     | 43    | 1        | .223  | .295     | .312     | .607  |
| 1957      | 毎日 大毎 | 119   | 267   | 238   | 29    | 56    | 11       | 3        | 5        | 88    | 18    | 17    | 9        | 1     | 0     | 23    | 0     | 5     | 60    | 4        | .235  | .316     | .370     | .686  |
| 1958      | 毎日 大毎 | 75    | 93    | 82    | 9     | 13    | 2        | 0        | 1        | 18    | 5     | 5     | 3        | 2     | 0     | 7     | 0     | 1     | 30    | 0        | .159  | .233     | .220     | .453  |
| 通算：6年 | 通算：6年 | 299   | 604   | 541   | 67    | 121   | 16       | 4        | 12       | 181   | 45    | 30    | 17       | 5     | 0     | 51    | 0     | 6     | 149   | 5        | .224  | .298     | .335     | .632  |

- 毎日（毎日オリオンズ）は、1958年に大毎（毎日大映オリオンズ）に球団名を変更

### 背番号
- 48 （1953年）
- 1 （1954年 - 1956年）
- 21 （1957年 - 1959年）

## 俳優としてのエピソード
野球選手から映画俳優に転身した橋本だが、当時、山本富士子、京マチ子、若尾文子らの全盛期でもあり、「そんな人たちと一緒に映画に出るなんて考えられなかった」という。が、上田吉二郎に相談したところ、「あんたはその顔つきも性格も（俳優に）向いてるよ」とアドバイスを受け、「同じ大映だから社宅を引っ越さなくてもいい」ということもあって、俳優転身を決めたという。野球選手時代は月給10万円（年収120万円）だったが、大映で提示された給料は（年俸）30万円だった。最初、「給料は30万円だ」と会社から提示され、「月給30万円になったのか」と喜んだが、「年俸が30万円」と聞かされ、がっかりしたという。
デビュー作は「その他大勢」の一人で、キャバレーでダンスを踊っている男女の一人だった。勝新太郎や市川雷蔵、田宮二郎らと共演したが、これらのスターたちについて、「それぞれ完全に一国一城の主ですから、たとえば信長、家康、秀吉みたいなそれぞれ違ったタイプのヒーローですよ」と語っている。斬られ役も多いが、殺陣は特別人に教わったことはなく、見よう見真似で覚えたという。
俳優を引退したきっかけとして、「私を育ててくれた永田雅一さんがいなくなったことが非常に大きかった」とし、永田について、「結果は悪かったけれども、それまであの人が映画界や会社に対して尽くした業績は大変なものでしたよ」と偲んでいる。

### 『大魔神』、『妖怪大戦争』関連
『大魔神』で大魔神役を務めたが、シリーズで監督を務めた安田公義や森一生、特撮監督の黒田義之らも野球ファンだったことが、この配役に影響したのではないかと語っている。ちょうどこの作品の前に、テレビ時代劇『風雲児半次郎』（東京12チャンネル）に出演していて、「安田監督にはこのとき気に入られたんでしょう。なにしろぬいぐるみには体力がいるし、大魔神には目の強さが要求されていましたからね」と述べている。
『大魔神』では、会社から「お前、京都で主役やるんだ」と言われ、「主役と言えばありがたいが、勝新太郎や市川雷蔵を差し置いてやる役とは何だろう」と、半信半疑で京都へ赴いたという。「行ったら確かに主役でした」と笑っている。
大魔神のぬいぐるみは高さ2m50cm、重さ5.6kgあり、京都の暑い土地柄、苦労の連続だったという。また、大魔神は橋本の目を被り物からのぞかせたものだが、これは黒田義之特撮監督の「作り物の目では迫力が出せない」との考えによる。このため「神様なので瞬きしないでほしい」と言われ、「イモコ（芋の粉）」の舞う撮影現場でも絶対瞬きしなかった。本人はかなりつらかったと語っているが、力を込め、意地でも目をむいてこれを演じたという。結果、充血しギラギラとした目の演技が内外で大評判となった。「怪我の功名だね、目の効果っていうのは」と述べている。おかげで目が荒れてしまい、お茶で洗ってケアしたという。
大魔神の顔は青緑色なので、橋本の目の周りもこれに合わせて色を塗っていた。「ぬいぐるみを着ている時はいいんだけど、脱いで休んでいるときは狸みたいな顔になった」といい、三隅研次監督からは「タヌキのおっちゃん、ミドリダヌキ」と呼ばれたという。
2・3作目の『大魔神怒る』、『大魔神逆襲』では水中での演技があるが、魔神の被り物は顔面に密着しているため仕掛けをする余地がなく、酸素ボンベなしでこれを演じている。ぬいぐるみ衣装を着けたスーツアクターとしては、危険も多く戸惑いもあったが、二作目の『大魔神怒る』からコツがつかめてきて、その後『妖怪大戦争』での妖怪「ダイモン」役では、自らアイディアを出すなどして非常に楽しんで演じたという。ダイモン役に橋本を抜擢したのは黒田義之で、大魔神での目の迫力を買われ、たっての指名を受けての起用だった。「これはもう職人の仕事で、ギャラなんてあんまり関係ない、俺たちはこれ作って満足だ、みたいな感じでやってました」と語っている。

### 勝新太郎関連
大映京都撮影所では勝新太郎に可愛がられ、「勝一家」と呼ばれた仲間内に入っていた。大映京都の『悪名』シリーズの『悪名市場』（森一生監督）で、バーテンの役で田宮二郎に殴られる出番があり、これで勝からやたらに気に入られたという。大映倒産後も、勝から誘われ、「勝プロ」に所属していた。勝について、「いつも自分の周りに自分の親しい連中を放したくない人なんですよ。やっぱりスター特有の性質って言うのかな。我々はよくわかりましたね。私なんかはよく可愛がってもらいましたよ」と語っている。
勝の立ち回りについては、「雷蔵さんの立ち回りはビリッとくるような感じ。刀を突き付けられるとこう、痺れるような。勝さんのは、とにかくがむしゃらに体ごと向かってくる感じ」という。永田雅一と同様、勝も映画作りに苦労を重ねたが、「だからあのオッサンがもっとしっかりしててくれれば、もっと我々も違うところに行ってたかも。パンツの中に変な物入れてないで」と笑っている。

### 『ドラゴン怒りの鉄拳』関連
『ドラゴン怒りの鉄拳』でブルース・リーと共演することになったきっかけは、勝新太郎が『新座頭市 破れ!唐人剣』（1971年、安田公義監督）で王羽（ジミー・ウォング）と共演したことからだった。勝が王羽と親しくなり、王羽がゴールデン・ハーベストを通して、「今度アメリカから来た凄いやつが香港で出た一本目が、100万ドルの興行収入を得た。その第2弾を作りたいので、明治時代の悪い日本人の役の俳優を紹介してくれ」と勝に依頼。
これを受けた勝から、いきなり電話で「おい、これから麻雀やるから3万円持ってすぐ来い」と呼び出された橋本は、麻雀の誘いかと思ったが、3万円の意味が分からなかった。が、勝の誘いなので断るわけにいかず赴くと、「おい、実は香港に行ってほしいんだ」と言われた。電話で言われた3万円は渡航費だった。橋本は驚いたが、そのまま勝のロングカットの吹き替えを担当していた勝村淳と2人で香港へ向かった。広東語もできず、前知識もないままの渡航だったという。
不安な気持ちで香港に着くと、「橋本力・勝村淳大先生歓迎」とした幟が立っており、大映調布撮影所時代に日本の映画を学ぶため助監督をしていた人物が出迎えてくれた。この人が滞在中は通訳兼世話係を務めてくれたので、少し安心できたという。次に撮影所で羅維（ロー・ウェイ）監督に会ったが、「スケールの大きい大物だなと思った」という。
つぎに主演のブルース・リーと会ったが、大変に歓迎してくれたという。その印象として「凄い敏捷（）な感じ。ものすごくキビキビした感じの礼儀正しい人だった」と語っている。映画自体は香港映画の通例として脚本も台本もなく、「とにかく悪役なんだ、お前はブルース・リーがやる役の仇! 仇! 仇の人間なんだ」とそれしか指導がなかった。セリフも先述の通訳から聞いた内容を自分で日本語にあてはめたといい、映画の内容は全く把握できなかった。
この映画では日本人が袴を前後逆にはいているが、橋本がこれを指摘しても衣装係が「こっちのほうがいいから」と押し切ってしまった。悪役で眼鏡をかけた柔道の先生は明治大学出身で、日本語が堪能だったという。
ブルース・リーとの立ち回りでは、橋本の側は勝村が殺陣をつけ、ブルース・リーのほうは自分流の形があるので、それを受けるだけなので特に苦労はなかったという。刀の構えは、「一番目立つ立ち回り」ということで示現流を使っている。リーは自分の立ち回りに関してはかなり監督に注文をつけていて、監督よりリーの主張のほうが強かったという。リーとロー・ウェイは仲が悪かったというが、橋本は特に2人のケンカなどは見なかったという。
撮影では、クライマックスの立ち回りだけで丸2日かかった。午後1時から深夜11時までセットに缶詰めになり、外に出られたのは夕方の1時間、食事のときだけだった。リーのパンチやキックが間違って当たったことは一度もなかったという。鈴木（橋本）がリーの蹴りでふっとぶ場面は、ジャッキー・チェンが吹き替えている。橋本はこれを知らなかったが、後年、ジャッキー・チェンの映画が日本で封切られた際に、娘がこれを知り、「パパそんなに偉かったの」と教えてくれたという。
撮影での香港滞在期間は2週間ほどだったといい、ギャラは勝プロから支払われた。映画自体は、ブルース・リーが亡くなってから日本で公開されたときに初めて観たそうで、「香港では人気あるけど日本でやるとは思ってませんでした」という。

## 出演作品

### 映画
- 一刀斎は背番号6（1959年） - 選手役兼野球アドバイザー　※デビュー作
- 三人の顔役（1960年）
- 鯨神（1962年） - ひげ面
- 剣に賭ける（1962年）
- 悪名市場（1963年） - やくざ
- 座頭市血笑旅（1964年） - 猪蔵
- 無宿者 (1964年)
- 眠狂四郎魔性剣（1965年）
- 大魔神 （1966年） - 元木半蔵、大魔神 [2役]
- 泥棒番付（1966年）
- 陸軍中野学校（1966年） - 憲兵少佐大魔神
- 新・兵隊やくざ（1966年） - 日本兵
- 大魔神怒る（1966年） - 池長俊平、大魔神 [2役]
- 大魔神逆襲（1966年） - 大魔神
- ある殺し屋（1967年）
- ひき裂かれた盛装（1967年）
- 女賭場荒し（1967年）
- ガメラ対宇宙怪獣バイラス（1968年） - 医師風の男
- ジェットF104脱出せよ（1968年、大映） - 笹井二等空尉
- 怪談おとし穴（1968年、大映）
- 妖怪大戦争（1968年） - ダイモン
- ヤングパワー・シリーズ 新宿番外地（1969年）
- 与太郎戦記 (1969年)
- あゝ海軍（1969年、大映）
- あゝ陸軍隼戦闘隊（1969年、大映）
- 笹笛お紋（1969年）
- 玄海遊侠伝 破れかぶれ（1970年） - 河童の五郎
- 怪談累が渕（1970年）
- やくざ絶唱（1970年） - 外山（やくざ）
- 皆殺しのスキャット（1970年）
- 新座頭市・破れ!唐人剣（1971年） - 武士
- 男一匹ガキ大将（1971年） - 犯人1
- ドラゴン怒りの鉄拳（1972年、日本公開は1974年） - 日本人柔道場主・鈴木寛
- 無宿人御子神の丈吉 牙は引き裂いた (1972年)